# Eumetopina straminea
Eumetopina straminea är en insektsart som beskrevs av Frederick Arthur Godfrey Muir 1929. Eumetopina straminea ingår i släktet Eumetopina och familjen sporrstritar. Inga underarter finns listade i Catalogue of Life.